# Scomberoides tol
Cá bè Toli (Danh pháp khoa học: Scomberoides tol) là một loài cá bè trong họ cá khế Carangidae phân bố ở Đông Châu Phi, Hồng Hải, Ấn Độ Dương, Indonesia, Philippines, Trung Quốc, Nhật Bản, Việt Nam, cá phân bố ở Vịnh Bắc Bộ, biển Trung và Nam Bộ. Tên thường gọi tiếng Việt là Cá bè Toli, tên thường gọi tiếng Anh là Toli needle scaled queenfish. Tên gọi thị trường Úc là Talang queenfish, Skinnyfish. 

## Đặc điểm
Thân cá dài dẹp hai bên, viền lưng hơi lõm ở đoạn trước. Chiều dài thân bằng 3,8- 4,1 lần chiều cao thân, bằng 4,3 - 4,4 lần chiều dài đầu. Mắt tròn, màng mỡ phát triển, phủ đến viền mắt. Miệng chếch, hàm dưới dài hơn hàm trên. Thân phủ vẩy kim, dài, hai đầu nhỏ. Đầu không phủ vẩy. Đường bên không rõ ràng. Không có vẩy lăng. Vây lưng thứ nhất có 8 gai cứng, gai cứng thứ nhất mọc ngược. Vây ngực nhỏ. Vây hậu môn có 2 gai cứng phía trước, dài và khoẻ, phần vây phía sau đồng dạng với vây lưng thứ 2. Lưng màu xám, bụng màu trắng. Bên thân có 7 chấm hình bầu dục màu đen. Đỉnh vây lưng thứ 2 màu đen Kích cỡ 150 – 190 mm. Mùa vụ khai thác của chúng là quanh năm.